# Résolution 159 du Conseil de sécurité des Nations unies
Membres permanents
- Chine (Taïwan)
- États-Unis
- France
- Royaume-Uni
- URSS

Membres non permanents
- Argentine
- Sri Lanka
- Équateur
- Italie
- Pologne
- Tunisie

Résolution no 158 Résolution no 160
La Résolution 159 est une résolution du Conseil de sécurité de l'ONU votée le 28 septembre 1960 concernant  le Mali et qui recommande à l'Assemblée générale des Nations unies d'admettre ce pays comme nouveau membre.

## Contexte historique
Après l'invasion par la France en 1883, le Mali devient une colonie française sous le nom de Soudan français. Le 4 avril 1959, le Sénégal et le Soudan se regroupent pour former la Fédération du Mali, qui accède à l'indépendance le 20 juin 1960. Deux mois plus tard, le Sénégal se retire de la fédération et proclame son indépendance. Le 22 septembre 1960, le Soudan proclame à son tour son indépendance sous la conduite de Modibo Keïta, tout en conservant le nom de Mali.  (issu de l'article Mali).
À la suite de cette résolution ce pays est admis à l'ONU le 28 septembre 1960,

## Texte
- Résolution 159 Sur fr.wikisource.org
- Résolution 159 Sur en.wikisource.org